# مجزرة طفس
تشير مجزرة طفس إلى مقتل مدنيين في بلدة طفس التابعة لسوريا العثمانية إثر انسحاب الجيش العثماني في محاولة لإضعاف معنويات العدو.

## الخلفية
في خريف عام 1918، ومع اقتراب نهاية الحرب العالمية الأولى، دخل طفس رتل متراجع من الجيش العثماني قوامه ألفان تقريبًا وأمر قائده شريف بك بذبح كل من يقابلونه بما في ذلك النساء والأطفال لإحباط معنويات القوات البريطانية والعربية في مطاردة الجيش التركي. وصل القائد البريطاني الذي يقود القوات العربية، توماس إدوارد لورنس إلى المنطقة بعد وقوع المجزرة بفترة قصيرة حيث شاهد الجثث المشوهة وعاين دمار البلدة. ردًا على المجزرة، هاجمت قوات لورانس الطوابير التركية المنسحبة، ولأول مرة في الحرب أمر رجاله بألا يحتفظوا بأسرى تم إعدام حوالي 250 جنديًا ألمانيًا ونمساويًا مسافرًا مع القوات العثمانية التي تم أسرها في ذلك اليوم بإجراءات موجزة حيث تم أطلق رجال لورانس الغاضبين النار عليهم بالبنادق الآلية.
كتب لورانس في مذكراته وفي أعمدة الحكمة السبعة: «تركنا عبد المعين هناك وركبنا عبر الجثث الأخرى، التي نراها الآن بوضوح في ضوء الشمس، رجال ونساء وأربعة أطفال، نحو القرية التي عرفنا أن وحدتها كانت مليئة بالموت والرعب. في الضواحي كانت الجدران الطينية المنخفضة لبعض طيات الأغنام، وعلى إحداها كان هناك شيء أحمر وأبيض. نظرت أقرب، فرأيت جثة امرأة مطوية عبرها، ووجهها لأسفل، ومسمرة هناك بحربة منشار نصفها عالق بشكل بشع في الهواء من بين ساقيها العاريتين. لقد كانت حاملًا، وكان هناك آخرون، ربما عشرين إجمالًا، قتلوا بأشكال مختلفة، لكنهم وضعوا أنفسهم ليتوافقوا مع الذوق الفاحش. انفجر الزاجي في صيحات ضحك جامحة، حيث انضم بعض أولئك الذين لم يكونوا مرضى بشكل هستيري. كان مشهدًا جنونيًا بعض الشيء، كلما كان الجو مقفرًا لأشعة الشمس الدافئة والهواء النظيف في فترة ما بعد الظهر المرتفعة. قلت:» خيركم يجلب لي معظم القتلى الأتراك«؛ استدرنا وركبنا بأسرع ما يمكن في اتجاه العدو المتراجع. في طريقنا، أطلقنا النار على أولئك الذين سقطوا على جانب الطريق والذين جاءوا يتوسلون إلينا.»